# Earl Derr Biggers
Earl Derr Biggers (Warren, 26 agosto 1884 – Pasadena, 5 aprile 1933) è stato uno scrittore, giornalista e commediografo statunitense ricordato soprattutto per gli adattamenti cinematografici dei suoi romanzi con il detective Charlie Chan.

## Biografia
L'autore si laureò presso l'Università di Harvard nel 1907. Morì a seguito di un attacco di cuore all'età di 48 anni.

## Opere

### Romanzi con Charlie Chan
- 1925, The House Without a Key, pubblicato in Italia con i titoli Charlie Chan e la casa senza chiave[1], Charlie Chan e la casa senza chiavi[1] e La casa senza chiavi
- 1926, The Chinese Parrot, pubblicato in Italia con i titoli Charlie Chan e il pappagallo cinese[1] e Il pappagallo cinese[1]
- 1928, Behind That Curtain, pubblicato in Italia con i titoli Sangue sul grattacielo[1], Charlie Chan e la donna inesistente[1], Dietro quel sipario[1], Dietro la cortina[1]
- 1929, The Black Camel, pubblicato in Italia con il titolo Charlie Chan e il cammello nero[1] e Il cammello nero[1]
- 1930, Charlie Chan Carries On, pubblicato in Italia con i titoli Una tragica promessa[1] e Charlie Chan e la tragica promessa[1]
- 1932, Keeper of the Keys, pubblicato in Italia con i titoli Quello che teneva le chiavi[1], Charlie Chan e il canto del cigno[1] e Perché mi hai mentito?[1], Il custode delle chiavi[1], Charlie Chan e il custode delle chiavi[1]

### Altri romanzi
- 1913, Seven Keys to Baldpate
- 1914, Love Insurance
- 1915, Inside the Lines (con Robert Welles Ritchie)
- 1916, The Agony Column (La colonna dell'angoscia) altrimenti pubblicata come Second Floor Mystery
- 1926, Fifty Candles
- 1933, Earl Derr Biggers Tells Ten Stories (Racconti)

## Filmografia

### Cinema
- Seven Keys to Baldpate, regia di Hugh Ford (1917)
- The Gown of Destiny, regia di Lynn F. Reynolds (1917)
- The Blind Adventure, regia di Wesley H. Ruggles (Wesley Ruggles) - soggetto (1918)
- Inside the Lines, regia di David Hartford (1918)
- Love Insurance, regia di Donald Crisp (1919)
- Her Face Value, regia di Thomas N. Heffron (1921)
- Fifty Candles, regia di Irvin Willat (1921)
- Capricci di miliardario (The Ruling Passion), regia di F. Harmon Weight (1922)
- The Reckless Age, regia di Harry A. Pollard (1924)
- Trouping with Ellen, regia di T. Hayes Hunter (1924)
- Seven Keys to Baldpate, regia di Fred C. Newmeyer (1925)
- The Man Upstairs
- The House Without a Key, regia di Spencer Gordon Bennet (1926)
- The Chinese Parrot, regia di Paul Leni (1927)
- Honeymoon Flats, regia di Millard Webb (1928)
- Behind That Curtain, regia di Irving Cummings (1929)
- Seven Keys to Baldpate, regia di Reginald Barker (1929)
- The Second Floor Mystery, regia di Roy Del Ruth (1930)
- Inside the Lines, regia di Roy Pomeroy (1930)
- La crociera del delitto (Charlie Chan Carries On), regia di Hamilton MacFadden (1931)
- The Millionaire, regia di John G. Adolfi (1931)
- Il cammello nero (The Black Camel), regia di Hamilton MacFadden (1931)
- Eran trece, regia di David Howard (1931)
- Charlie Chan's Chance, regia di John G. Blystone (1932)
- Charlie Chan's Greatest Case, regia di Hamilton MacFadden (1933)
- Charlie Chan's Courage, regia di Eugene Forde, George Hadden (1934)
- Take the Stand, regia di Phil Rosen (1934)
- Il nemico invisibile (Charlie Chan in London), regia di Eugene Forde (1934)
- L'uomo dai due volti (Charlie Chan in Paris, regia di Hamilton MacFadden e Lewis Seiler (1935)
- Il segreto delle piramidi (Charlie Chan in Egypt), regia di Louis King (1935)
- L'artiglio giallo (Charlie Chan in Shanghai), regia di James Tinling (1935)
- Seven Keys to Baldpate, regia di William Hamilton, Edward Killy (1935)
- L'ora che uccide (Charlie Chan's Secret), regia di Gordon Wiles (1936)
- Il terrore del circo (Charlie Chan at the Circus), regia di Harry Lachman (1936)
- La freccia avvelenata (Charlie Chan at the Race Track), regia di H. Bruce Humberstone (1936)
- Il pugnale scomparso (Charlie Chan at the Opera), regia di H. Bruce Humberstone (1936)
- Charlie Chan alle Olimpiadi (Charlie Chan at the Olympics), regia di H. Bruce Humberstone (1937)
- Mezzanotte a Broadway (Charlie Chan on Broadway), regia di Eugene Forde (1937)
- La valigia dei venti milioni (Charlie Chan at Monte Carlo), regia di Eugene Forde (1937)
- Charlie Chan in Honolulu, regia di H. Bruce Humberstone (1938)
- Charlie Chan a Reno (Charlie Chan in Reno), regia di Norman Foster (1939)
- Charlie Chan nell'isola del tesoro (Charlie Chan at Treasure Island), regia di Norman Foster (1939)
- City in Darkness, regia di Herbert I. Leeds (1939)
- Charlie Chan a Panama (Charlie Chan in Panama), regia di Norman Foster (1940)
- Charlie Chan's Murder Cruise, regia di Eugene Forde (1940)
- Charlie Chan al museo delle cere (Charlie Chan at the Wax Museum), regia di Lynn Shores (1940)
- One Night in the Tropics, regia di A. Edward Sutherland (1940)
- Murder Over New York, regia di Harry Lachman (1940)
- Charlie Chan e i morti che parlano (Dead Men Tell), regia di Harry Lachman (1941)
- Charlie Chan in Rio, regia di Harry Lachman (1941)
- Passaggio a Hong Kong (Passage from Hong Kong), regia di D. Ross Lederman (1941)
- Castle in the Desert, regia di Harry Lachman (1941)
- Charlie Chan in the Secret Service, regia di Phil Rosen (1944)
- Charlie Chan in The Chinese Cat, regia di Phil Rosen (1944)
- Black Magic, regia di Phil Rosen (1944)
- The Jade Mask, regia di Phil Rosen (1945)
- The Scarlet Clue, regia di Phil Rosen (1945)
- The Shanghai Cobra, regia di Phil Karlson (1945)
- The Red Dragon, regia di Phil Rosen (1945)
- Dark Alibi, regia di Phil Karlson (1946)
- Shadows Over Chinatown, regia di Terry O. Morse (1946)
- Dangerous Money, regia di Terry O. Morse (1946)
- The Trap, regia di Howard Bretherton (1946)
- That Way with Women, regia di Frederick De Cordova (1947)
- Il mistero delle sette chiavi (Seven Keys to Baldpate), regia di Lew Landers (1947)
- The Chinese Ring, regia di William Beaudine (1947)
- Docks of New Orleans, regia di Derwin Abrahams (1948)
- Shanghai Chest, regia di William Beaudine (1948)
- The Golden Eye, regia di William Beaudine (1948)
- Charlie Chan e il serpente piumato (The Feathered Serpent), regia di William Beaudine (1948)
- The Sky Dragon, regia di Lesley Selander (1948)
- Charlie Chan e la maledizione della regina drago (Charlie Chan and the Curse of the Dragon Queen), regia di Clive Donner (1981)
- La casa delle ombre lunghe (House of the Long Shadows), regia di Pete Walker (1983)

### Televisione
- Seven Keys to Baldpate  - film televisivo (1946)
- Le avventure di Charlie Chan (1957-1958)
- Seven Keys to Baldpate  - film televisivo (1962) directed by Paul Almond
- The Return of Charlie Chan, regia di Daryl Duke, Leslie H. Martinson - film televisivo (1973)